# Úrsula Achterberg
Úrsula Edith Achterberg Rodríguez (Santiago de Chile, 2 de octubre de 1974) es una actriz chilena. Protagonizó la telenovela Fuera de control de canal 13 de Chile en 1999, y en 2000 un papel secundario en Sabor a Ti. Luego de casarse y tener dos hijos, una serie de sucesos desafortunados la mantuvieron en las páginas policiales de las noticias y en la farándula. Regresó a la actuación en televisión en el 2016.

## Biografía
Es hija de Rolf Heinz Achterberg  Neumann y de la actriz, Julia Rodríguez Muñoz, familia de clase media alta. Su niñez se desarrolló principalmente en La Pintana, una villa fundada exclusivamente para trabajadores de hilos Cadena donde su padre ocupaba un cargo. Su madre se dedicaba a realizar obras sociales y desarrollar su vínculo social, mientras su padre se dedicaba 100% a los negocios, ella junto a sus hermanos nunca tuvieron vacío económico y siempre fueron los regalones de sus abuelos maternos. Estudiante de las Ursulinas, hasta que fue expulsada y se aventuró a cumplir su vocación.
En la primera mitad de la década de 1990 según sus palabras vivió en La Habana, donde instaura una relación con Silvio Rodríguez que perduró con cada nuevo viaje de Silvio a Chile. Úrsula habría vuelto en 1995 y tras graduarse de actriz es descubierta por el Canal 13, quien le ofrece un contrato para ser la protagonista de la proyectada teleserie Fuera de control (1999) basada en un grupo de jóvenes, donde debía interpretar a una víctima de violación, quemaduras y pasiones extremas. La teleserie no tuvo éxito de índice de audiencia debido a las características atípicas de la historia así como a la fuerte competencia de otros canales. La presión y las críticas hicieron mella en su imagen y comportamiento, lo que posiblemente habría significado problemas con sus colegas. Sin embargo se transformaría gradualmente en una teleserie de culto en la cultura popular chilena. «Úrsula era muy especial en los sets de grabación. Muy ensimismada. Siempre estaba tensa. Cuando compartía, lo hacía desde una postura muy a la defensiva (...) Úrsula demostró un gran talento y se veía preciosa aunque aseguran que en vez de alegrarse cuando alguien la felicitaba, ella respondía casi con rencor».
Sólo volvió a ser llamada para un papel secundario en otra telenovela y no volvió a ser contratada. 
Posteriormente viajaría a México e Inglaterra donde se desempeñaría en actividades diferentes de la actuación. En Inglaterra contrae matrimonio con el ciudadano indio Vijay Sharma. El matrimonio fracasa, y tras escandalosas actuaciones en tribunales termina perdiendo la custodia de sus hijos. 
El 28 de julio de 2009 sufre una detención al intentar robar chocolates y cosméticos en un local comercial. Será detenida nuevamente al mes siguiente al intentar sustraer 10 barras de chocolate y un tarro de leche en polvo de un supermercado.
Realizó algunos eventos discotequeros para solventarse, sin embargo se le criticó su calidad.

En 2010, fue captada por la prensa haciendo malabares en las calles de Santiago y Viña del Mar. Se rumoreó en los programas de farándula que vivía en la calle, en casas "okupa".

Desde la Municipalidad de Recoleta le ofrecieron realizar talleres de teatro a alumnos de colegios municipales, aunque la condicionaron que previamente se sometiera a un tratamiento psicológico en un Centro de Salud Mental del municipio. Sin embargo Achterberg desertó del tratamiento y desapareció.
 El 10 de febrero de 2016, reaparece en televisión en Mentiras verdaderas de La Red.

### El regreso

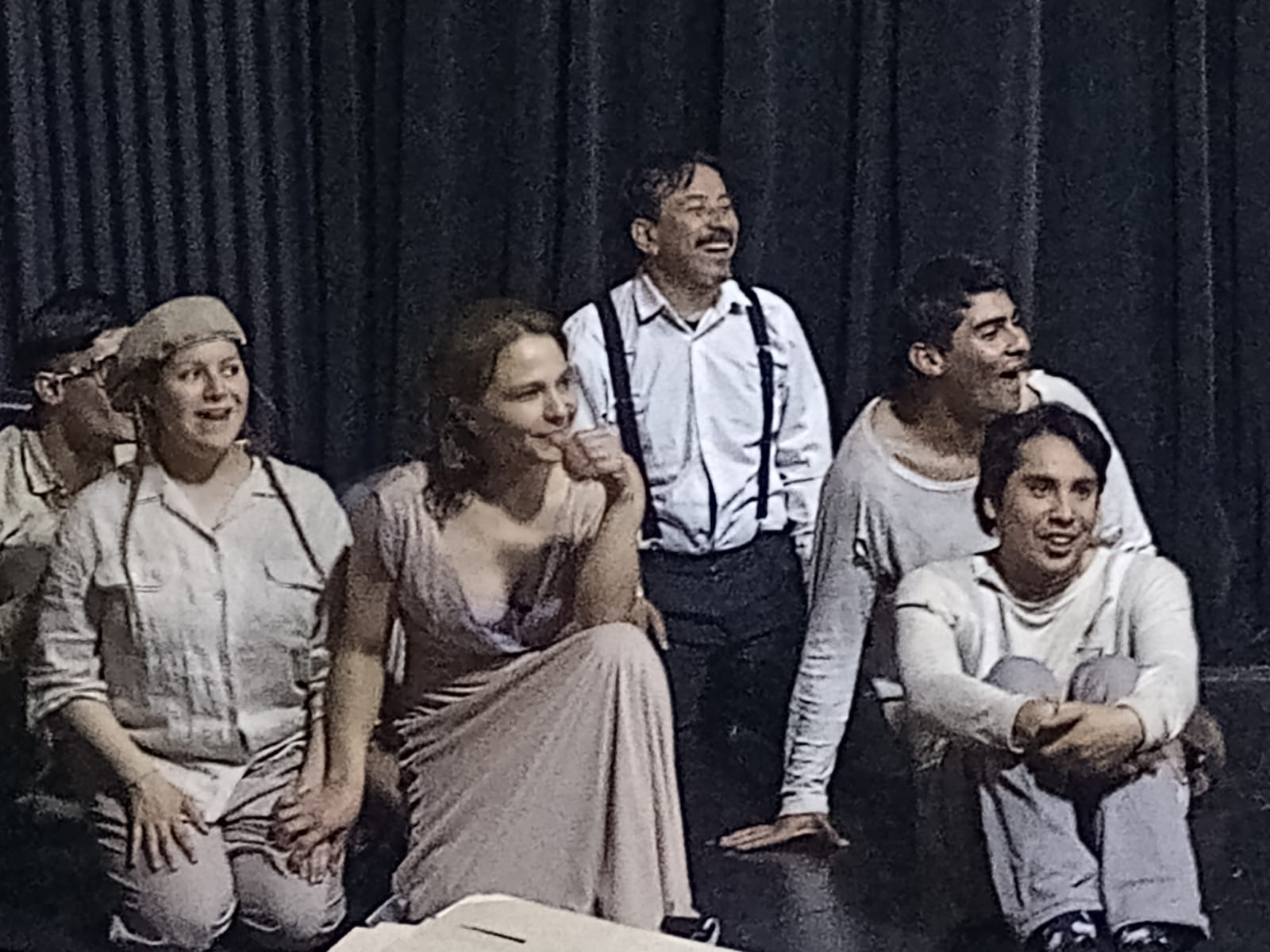
Achterberg en el ensayo de la obra "La contadora de películas"

En 2016 vuelve a la actuación junto a Romeo Singer con la serie de Chilevisión Lo que callamos las mujeres.
En 2018 Achterberg se unió al equipo de trabajo del Teatro Las Tablas, en donde participó en la obra "Crimen, tijeras y shampoo". 

"ella estaba con ganas de volver al teatro, se acercó a mí y ahí se dio todo rápidamente".
"Ella es muy pro y yo me saco el sombrero por lo que ha hecho, porque ha dejado los problemas atrás y ha sabido salir adelante y poder cuidar a sus hijas"
Roberto Nicolini

Sin embargo la pandemia de Covid pondrá una pausa en la carrera. 
En 2021 es llamada para protagonizar el último episodio de la decimocuarta temporada de Mea Culpa que se transmitirá por TVN el 14 de diciembre de 2021.
En enero de 2022, al término de la pandemia de COVID, tomó parte de la obra "Casting, actrices secundarias", en la que representaba una cruel directora de casting que sometía a las postulantes a una dura competencia. La obra dirigida por Mateo Iribarren a pesar de las restricciones de movilidad tuvo un buen desempeño.

## Filmografía

### Teleseries
| Teleseries | Teleseries       | Teleseries                           | Teleseries |
| Año        | Teleserie        | Rol                                  | Canal      |
| ---------- | ---------------- | ------------------------------------ | ---------- |
| 1999       | Fuera de control | Silvana Maldonado "La Diente de Oro" | Canal 13   |
| 2000       | Sabor a ti       | Conchita Espinoza                    | Canal 13   |

### Series y Unitarios
| Año  | Serie                       | Personaje  | Notas       |
| ---- | --------------------------- | ---------- | ----------- |
| 1998 | Teatro en canal 13          | Carmencita | Canal13     |
| 2000 | Cuentos chilenos            | Tavita     | TVN         |
| 2016 | Lo que callamos las mujeres | Angélica   | Chilevisión |
| 2021 | Mea Culpa                   | Miguelina  | TVN         |